# Sestav dvanajstih petstranih prizem
Sestav dvanajstih petstranih prizem je v geometriji simetrična tazporeditev dvanajstih petstranih prizem, ki so razporejene v parih vzdolž osi s petkratno vrtilno simetrijo dodekaedra.
Sklic v preglednici na desni se nanaša na seznam sestavov uniformnih poliedrov.

## Sorodni poliedri
Ta sestav ima enako razvrstitev oglišč kot uniformni poliedri.
| nekonveksni veliki rombiikozidodekaeder | veliki dodeciikozidodekaeder    | veliki rombidodekaeder              |
| prisekan veliki dodekaeder              | sestav šestih petstranih prizem | sestav dvanajstih petstranih prizem |

## Vir
- Skilling, John (1976), »Uniform Compounds of Uniform Polyhedra«, Mathematical Proceedings of the Cambridge Philosophical Society, 79 (03): 447–457, doi:10.1017/S0305004100052440, MR 0397554.